# 27 марта
27 марта — 86-й день года (87-й в високосные годы) по григорианскому календарю.
До конца года остаётся 279 дней.
До 15 октября 1582 года — 27 марта по юлианскому календарю, с 15 октября 1582 года — 27 марта по григорианскому календарю.
В XX и XXI веках соответствует 14 марта по юлианскому календарю.

## Праздники и памятные дни
См. также: Категория:Праздники 27 марта

### Международные
- Всемирный день театра.

### Национальные
- Ангола, День победы.
- Бельгия, Праздник Франкоговорящего культурного сообщества.
- Мьянма, День армии (День вооружённых сил).
- Россия, — День войск национальной гвардии России. День внутренних войск МВД России (1996—2016).
- Япония, Праздник цветения сакуры.

### Религиозные

#### Католицизм[2]
- Память Александра, паннонийского солдата;
- память Амадора Португальского[англ.];
- память святой девы Августы Тревизо;
- память Геласия, епископа Арма (1174);
- память Иоанна Прозорливого (934);
- память святого Филета и иже с ним;
- память Ромула Нимского;
- память Мэттью, крестоносца из Бове;
- память Руперта Зальцбургского (718);
- память Занифана и Лазаря Персидских[англ.] (326).

#### Православие[3][4][5]
- Память преподобного Венедикта Нурсийского, игумена (543 год);
- память святителя Феогноста, митрополита Киевского и всея Руси (1353 год);
- память благоверного великого князя Ростислава Мстиславича Киевского, в крещении Михаила (1167 год);
- память святителя Евсхимона исповедника, епископа Лампсакийского (IX век);
- празднование икон Божией Матери: Фео́доровской (1613); «Умиление» Себежской (Опочецкой); «Вертоград заключённый».

### Именины
- Католические: Августа, Александр, Амадор/Аматор, Геласий, Джон, Занит, Иван, Лазарь, Мэттью, Ромул, Руперт, Филет.
- Православные: Венедикт, Евсхимон, Ростислав, Феогност[3][4].

## События
См. также: Категория:События 27 марта

### До XIX века
- 1111 — Объединённое русское войско во главе с Владимиром Мономахом наголову разбило половцев на реке Сольнице.
- 1513 — Испанский исследователь Хуан Понсе де Леон открыл Флориду.
- 1527 — битва при Кхануа, в ходе которой Бабур сокрушил войска Раджпутанских князей.
- 1793 — Екатерина II издала манифест о включении Правобережной Украины в состав Российской империи.

### XIX век
- 1809 — завершилась битва при Сьюдад-Реаль.
- 1814 — генерал Эндрю Джексон разбил войска фракции красных палок в битве у подковной излучины, завершив Крикскую войну.
- 1836 — В штате Огайо открыт первый храм мормонов.
- 1841 — В Нью-Йорке опробована первая паровая пожарная машина на конной тяге.
- 1854:
  - Начало Крымской войны: Великобритания и Франция объявили войну России.
  - В США Абрахам Гесснер запатентовал керосин.
- 1858 — в Петербурге открылась первая в Российской империи женская гимназия.
- 1860 — Житель Нью-Йорка М. Л. Бирн запатентовал штопор.
- 1878 — Русский крестьянин Ф. Блинов подал заявку на получение патента на изобретённый им «вагон с нескончаемыми рельсами» (первый в мире гусеничный трактор).
- 1898 — Подписано соглашение, согласно которому Россия арендовала у Китая на 25 лет Порт-Артур и Дальний.

### XX век
- 1901 — Филиппино-американская война: Эмилио Агинальдо взят в плен американцами.
- 1915 — Мэри Маллон, первый известный бессимптомный носитель брюшного тифа в США, отправлена на пожизненный карантин (до смерти в 1938 году).
- 1918 — Молдавская Демократическая Республика вошла в состав королевства Румыния.
- 1920 — войска Деникина отступили в Крым.
- 1928 — в Нидерландах выпущена первая в мире почтовая марка на футбольную тему.
- 1943
  - Вторая мировая война: бой у Командорских островов между флотами США и Японии.
  - Совнарком Украины принял постановление о создании литературного музея Тараса Шевченко.
- 1944 — в рижском гетто гестаповцами расстреляны 40 евреев, а в Каунасе убито около 2 тысяч евреев.
- 1945 — Вторая мировая война:
  - На территории Великобритании, в графстве Кент, упала последняя немецкая баллистическая ракета Фау-2.
  - Аргентина объявила войну Германии и Японии, хотя реального участия в войне не принимала.
- 1953 — в СССР объявлена широкомасштабная амнистия, почти не коснувшаяся политзаключённых.
- 1958 — Никита Хрущёв стал Председателем Совета Министров СССР.
- 1964
  - Великое Аляскинское землетрясение; погибли 118 человек.
  - Для предотвращения столкновений между греческой и турецкой общинами на Кипре размещён контингент миротворческих сил ООН.
- 1972 — таран самолётом Ан-2 дома в Ворошиловграде.
- 1975 — начало строительства Трансаляскинского нефтепровода.
- 1976 — открыт Вашингтонский метрополитен.
- 1977 — на Канарских островах произошла крупнейшая по количеству жертв авиакатастрофа в истории. Погибло 583 человека.
- 1978 — вслед за лишением советского гражданства Мстислав Ростропович исключён из Союза композиторов СССР.
- 1981 — независимый профсоюз «Солидарность» проводит общенациональную забастовку в Польше.
- 1990 — в Лондоне на Бейкер-стрит, 221, открылся музей Шерлока Холмса.
- 1993 — 66-летний Цзян Цзэминь стал Председателем КНР.
- 1994 — в Германии впервые поднялся в воздух создаваемый совместными усилиями Великобритании, Германии, Испании и Италии истребитель «Еврофайтер-2000».
- 1998 — НАТО объявила о начале тренировок албанских пограничников для охраны границы с Югославией.
- 1999 — операция НАТО против Югославии: югославские войска ПВО сбили американский штурмовик F-117 — первая в истории боевая потеря самолёта, построенного по технологии «стелс».

### XXI век
- 2002 — теракт в отеле «Парк» в израильской Нетании.
- 2008 — запуск ракеты-носитель «Космос-3М» и четвёртого космического аппарата — немецкого спутника «SAR-Lupe».
- 2011 — Россия перешла на постоянное летнее время. Дальнейший переход на зимнее и летнее время отменён распоряжением президента РФ Дмитрия Медведева[6].
- 2016 — теракт в Лахоре, 72 погибших.
- 2020 — Северная Македония стала 30-й страной-членом НАТО.
- 2023 — пожар в центре для мигрантов в Сьюдад-Хуаресе (Мексика), 38 погибших.

## Родились
См. также: Категория:Родившиеся 27 марта

### До XIX века
- 1196 — Святослав Всеволодович (ум. 1252), великий князь владимирский (1246—1248).
- 1416 — Франциск из Паолы (ум. 1507), итальянский священник, отшельник, католический святой, покровитель итальянских моряков.
- 1663 — Иоганн Андреас Айзенбарт (ум. 1727), врач-шарлатан, популярная фигура в немецком фольклоре.
- 1719 — Анри Жозеф Дюлоран (ум. 1793), французский писатель и философ, бывший монах.
- 1744 — граф Алексей Мусин-Пушкин (ум. 1817), русский государственный деятель, историк, археограф, нашедший «Слово о полку Игореве».
- 1746 — Карло Буонапарте (ум. 1785), корсиканский дворянин, адвокат и политик, отец Наполеона Бонапарта.
- 1765 — Франц Ксавер фон Баадер (ум. 1841), немецкий врач и философ.
- 1781 — Александр Востоков (ум. 1864), русский филолог, поэт, академик Петербургской АН.
- 1785 — Людовик XVII (ум. 1795), дофин Франции, сын Людовика XVI и Марии Антуанетты.
- 1797 — Альфред де Виньи (ум. 1863), французский писатель-романтик, граф.

### XIX век
- 1812 — Иван Панаев (ум. 1862), русский писатель, литературный критик, журналист.
- 1824 — Иоганн Гитторф (ум. 1914), немецкий физик и химик, открывший ионы.
- 1839 — Вера Лядова (ум. 1870), российская певица (сопрано) и балерина, «звезда канкана».
- 1845 — Вильгельм Конрад Рёнтген (ум. 1923), немецкий физик, первый лауреат Нобелевской премии (1901).
- 1847 — Отто Валлах (ум. 1931), немецкий химик, лауреат Нобелевской премии (1910).
- 1850 — Киёура Кэйго (ум. 1942), японский политический и государственный деятель, премьер-министр Японии (7 января — 11 июня 1924 года).
- 1851 — Алексей Сапунов (ум. 1924), белорусский историк, краевед, археограф, депутат III Государственной думы.
- 1853 — Яков Жилинский (ум. 1918), генерал от кавалерии, в 1911—1914 гг. начальник российского Генштаба, главный виновник провала Восточно-Прусской наступательной операции.
- 1857 — Карл Пирсон (ум. 1936), английский математик, статистик, биолог и философ.
- 1863 — сэр Генри Ройс (ум. 1933), английский промышленник, основатель компании Rolls-Royce.
- 1868 — Патти Смит Хилл[англ.] (ум. 1946), американская учительница, автор песни «Happy Birthday to You».
- 1871 — Генрих Манн (ум. 1950), немецкий писатель и общественный деятель.
- 1875 — Альбер Марке (ум 1947), французский живописец, постимпрессионист.
- 1879 — Эдвард Стайхен (ум. 1973), американский фотограф, критик, один из наиболее влиятельных мастеров фотографии.
- 1881 — Аркадий Аверченко (ум. 1925), русский писатель-сатирик и юморист, драматург, театральный критик.
- 1886
  - Сергей Киров (убит в 1934 году), советский государственный и политический деятель.
  - Людвиг Мис ван дер Роэ (ум. 1969), немецкий архитектор-новатор, пионер «интернационального стиля».
- 1894 — Лев Зильбер (ум. 1966), советский микробиолог, вирусолог, иммунолог, эпидемиолог, онколог, создатель советской школы медицинской вирусологии.
- 1899
  - Франсис Понж (ум. 1988), французский поэт и эссеист.
  - Глория Свенсон (ум. 1983), американская актриса кино, театра и телевидения, продюсер, звезда Голливуда 1920-х гг.

### XX век
- 1901
  - Карл Баркс (ум. 2000), американский художник-иллюстратор, автор комиксов.
  - Эрих Олленхауэр (ум. 1963), западногерманский политик, председатель СДПГ (1952—1963).
  - Эйсаку Сато (ум. 1975), японский политический и государственный деятель, премьер-министр Японии (1964—1967, 1967—1970, 1970—1972). Лауреат Нобелевской премии мира (1974).
- 1902 — Ираклий Тоидзе (ум. 1985), советский живописец, график, автор плаката «Родина-мать зовёт!».
- 1905 — Рудольф-Кристоф фон Герсдорф (ум. 1980), немецкий генерал, участник немецкого движения сопротивления.
- 1908 — Виталий Закруткин (ум. 1984), русский советский писатель и литературовед.
- 1911 — Вероника Тушнова (ум. 1965), русская советская поэтесса и переводчица.
- 1913 — Александр Яшин (урожд. Попов; ум. 1968), русский советский прозаик, поэт, журналист.
- 1921 — Моасир Барбоза (ум. 2000), бразильский футболист, вратарь.
- 1922
  - Дик Кинг-Смит (наст. имя Рональд Гордон Кинг-Смит; ум. 2011), английский детский писатель.
  - Джулс Олицки (ум. 2007), американский художник и скульптор.
- 1923
  - Сюсаку Эндо (ум. 1996), японский писатель.
  - Геннадий Юдин (ум. 1989), советский актёр театра и кино.
- 1924 — Сара Воан (ум. 1990), американская джазовая певица и пианистка, лауреат «Грэмми» и «Эмми».

- 1927 — Мстислав Ростропович (ум. 2007), виолончелист, дирижёр, общественный деятель, народный артист СССР, лауреат премии «Грэмми».
- 1937 — Юлий Файт (ум. 2022), советский и российский кинорежиссёр и актёр.
- 1939 — Виктор Титов (ум. 2000), советский и российский киноактёр, кинорежиссёр, сценарист.
- 1941 — Иван Гашпарович, государственный деятель Словакии, президент Словацкой Республики (2004—2014).
- 1942 — Майкл Йорк (урожд. Майкл Хью Джонсон), английский актёр театра, кино и телевидения.
- 1944 — Мигель Энрикес Эспиноса (погиб в 1974), чилийский революционер.
- 1948 — Алексей Жарков (ум. 2016), советский и российский актёр театра, кино и дубляжа, народный артист РФ.
- 1950 — Тони Бэнкс, английский рок-музыкант, автор песен, клавишник группы «Genesis».
- 1951 — Андрей Козырев, министр иностранных дел России (1990—1996), депутат Госдумы РФ 1-го и 2-го созывов.
- 1952 — Мария Шнайдер (ум. 2011), французская актриса кино и телевидения.
- 1953 — Аннемари Мозер-Прёль, австрийская горнолыжница, олимпийская чемпионка (1980), 5-кратная чемпионка мира.
- 1955 — Мариано Рахой, испанский политик, председатель правительства Испании (2011—2018).
- 1956 — Томас Вассберг, шведский лыжник, 4-кратный олимпийский чемпион, трёхкратный чемпион мира.
- 1958 — Джеймс Маккэффри (ум. 2023), американский актёр.
- 1961 — Никита Джигурда, советский и российский актёр театра и кино, кинорежиссёр, сценарист, автор и исполнитель песен.
- 1962 — Кристоф Ланген, немецкий бобслеист, двукратный олимпийский чемпион, многократный чемпион мира.

- 1963
  - Квентин Тарантино, американский актёр, кинорежиссёр, сценарист, продюсер, обладатель двух «Оскаров», четырёх «Золотых глобусов» и др. наград.
  - Шуша (наст. имя Мария да Граса Менегель), бразильская поп-певица и телеведущая.
  - Михаил Щербаков, русский поэт, автор-исполнитель.
- 1967 — Талиса Сото (при рожд. Мириам Сото), американская актриса кино и телевидения, фотомодель.
- 1968
  - Алика Смехова, советская и российская актриса кино и телевидения, певица, телеведущая.
  - Сандра Хесс, швейцарская актриса и фотомодель.
- 1969
  - Джанлуиджи Лентини, итальянский футболист и тренер.
  - Мэрайя Кэри, американская поп- и R&B-певица, автор песен, актриса и продюсер, обладательница 5 «Грэмми».
- 1970 — Элизабет Митчелл, американская актриса театра, кино и телевидения.
- 1971 — Дэвид Култхард, британский автогонщик, пилот «Формулы-1».
- 1972 — Джимми Флойд Хассельбайнк, нидерландский футболист.
- 1974
  - Дмитрий Емец, российский писатель-фантаст.
  - Гаиска Мендьета, испанский футболист баскского происхождения.
- 1975 — Ферги (урожд. Стэйси Энн Фергюсон), американская певица, вокалистка «Black Eyed Peas», актриса.
- 1980 — Анна Слю (наст. фамилия Слюсарёва), российская киноактриса.
- 1981 — Какау, немецкий футболист бразильского происхождения.
- 1983 — Василий Кошечкин, российский хоккеист, вратарь, олимпийский чемпион (2018), чемпион мира (2009).
- 1985
  - Элисон Кэрролл, британская актриса, гимнастка и модель.
  - Надежда Скардино, белорусская биатлонистка, олимпийская чемпионка (2018).
- 1986 — Мануэль Нойер, немецкий футболист (вратарь), чемпион мира (2014).
- 1987 — Полина Гагарина, российская певица, автор песен и композитор, актриса и фотомодель.
- 1988 — Холлидей Грейнджер, британская актриса театра, кино и телевидения.
- 1990 — Николя Н’Кулу, камерунский футболист, победитель Кубка африканский наций (2017).
- 1992 — Грант Харди, шотландский кёрлингист, чемпион мира по кёрлингу среди смешанных команд.
- 1996 — Розабелла Лауренти Селлерс, итальяно-американская актриса.
- 1997 — Лиса Манобан, участница южнокорейской группы Blackpink.

## Скончались
См. также: Категория:Умершие 27 марта

### До XIX века
- 1462 — Василий II Тёмный (р. 1415), великий князь московский (1425-62), внук Дмитрия Донского.
- 1482 — Мария Бургундская (р. 1457), герцогиня Бургундии, Эно и Намюра (с 1477).
- 1615 — Маргарита де Валуа (р. 1553), дочь короля Франции Генриха II, супруга короля Генриха IV, известная как королева Марго.
- 1770 — Джованни Баттиста Тьеполо (р. 1696), итальянский живописец, рисовальщик и гравёр, крупнейший представитель венецианской школы XVIII века.

### XIX век
- 1811 — Иван Рижский (р. 1755), русский писатель и филолог, первый ректор Харьковского университета.
- 1827 — Дмитрий Веневитинов (р. 1805), русский поэт романтического направления, переводчик, прозаик и философ.
- 1850 — Вильгельм Бер (р. 1797), немецкий банкир и астроном-любитель.
- 1891 — Павел Козлов (р. 1841), русский поэт, переводчик и композитор.
- 1892 — Евгения Тур (р. 1815), русская писательница, сестра А. В. Сухово-Кобылина.
- 1894 — Верни Ловетт Камерон (р. 1844), английский исследователь, первым пересекший Экваториальную Африку.

### XX век
- 1906 — Эжен Каррьер (р. 1849), французский живописец и график.
- 1907 — Афанасий Булгаков (р. 1859), русский богослов и церковный историк, отец писателя М. А. Булгакова.
- 1923 — Джеймс Дьюар (р. 1842), английский изобретатель первых термосов.
- 1942 — повешен Влада Аксентиевич (р. 1916), югославский студент, партизан, Народный герой Югославии.
- 1943 — погиб Григорий Бахчиванджи (р. 1908), советский лётчик-испытатель, Герой Советского Союза.
- 1945 — Винсент Гуго Бендикс (р. 1881), американский изобретатель автомобильного стартёра, промышленник.
- 1958 — Владимир Володин (наст. фамилия Иванов; р. 1896), актёр театра и кино, народный артист РСФСР.
- 1961 — Борис Оленин-Гиршман (р. 1903), актёр театра и кино, театральный режиссёр, народный артист РСФСР.
- 1963 — Пётр Вершигора (р. 1905), писатель, актёр, кинорежиссёр, партизанский командир, Герой Советского Союза.
- 1967 — Ярослав Геровский (р. 1890), чешский химик, создатель полярографии, лауреат Нобелевской премии (1959).
- 1968 — в авиакатастрофе погибли:
  - Юрий Гагарин (р. 1934), первый космонавт Земли, Герой Советского Союза;
  - Владимир Серёгин (р. 1922), лётчик-испытатель, Герой Советского Союза.
- 1968 — Борис Мокроусов (р. 1909), русский советский композитор.
- 1972 — Морис Корнелиус Эшер (р. 1898), голландский художник, автор гравюр.
- 1983 — Янис Ивановс (р. 1906), латвийский композитор, дирижёр, педагог, народный артист СССР.
- 1992 — Харальд Северуд (р. 1897), норвежский композитор и пианист.
- 2000 — Иэн Дьюри (р. 1942), британский рок-певец и барабанщик.

### XXI век
- 2001 — Борис Раушенбах (р. 1915), физик-механик, академик, один из основоположников советской космонавтики.
- 2002 — Билли Уайлдер (р. 1906), американский кинорежиссёр и сценарист, обладатель шести «Оскаров», трёх «Золотых глобусов» и др. наград.
- 2006 — Станислав Лем (р. 1921), польский писатель-фантаст и философ.
- 2009 — Арнольд Мери (р. 1919), советский и эстонский государственный и политический деятель.
- 2010 — Василий Смыслов (р. 1921), советский и российский гроссмейстер, 7-й чемпион мира по шахматам.
- 2011 — Фарли Эрл Грейнджер (р. 1925), американский актёр кино, театра и телевидения.
- 2019 — Валерий Быковский (р. 1934), советский космонавт, дважды Герой Советского Союза.
- 2022 — Александра Забелина (р. 1937), советская фехтовальщица-рапиристка, трёхкратная олимпийская чемпионка, 9-кратная чемпионка мира.
- 2024 — Даниэль Канеман (р. 1934), израильско-американский психолог, лауреат Нобелевской премии по экономике (2002).
- 2025 — Ку Фэн (р. 1930), гонконгский и китайский актёр кино и телевидения.

## Народный календарь, приметы и фольклор Руси
Фёдор Скотник.
- Линька у лошадей и коров. Скотину выводили на двор, мыли, чистили и заговаривали, пытаясь защитить от нечисти и сглаза[7].
- Гром утром сулит урожайное и плодородное лето[8].